# Google SearchWiki
SearchWiki era um recurso de busca do Google que permitia que usuários cadastrados fizessem anotações e reorganizassem resultados de buscas. As anotações e as alterações de ordem se aplicavam apenas às buscas do próprio usuário, mas era possível ver as anotações de outros usuários para um determinado query. O SearchWiki foi lançado no dia 20 de novembro de 2008 e cancelado no dia 3 de março de 2010. Todas as edições anteriormente criadas para o SearchWiki estão sendo preservadas nas páginas de anotações SearchWiki dos usuários cadastrados.
O sistema Google Stars substituiu o SearchWiki. Os usuários não podem mais anotar ou reorganizar os resultados das pesquisas. Ao invés, o usuário clica em uma estrela que faz com que o resultado correspondente apareça em uma lista de resultados em  no topo de uma nova busca. A lista de resultados em  pode ser acionada para acessar o Google Bookmarks, onde os resultados podem ser anotados. Para pessoas que gostam de compartilhar anotações, o Google oferece o Google Sidewiki. 